# Доротея Марія Саксен-Гота-Альтенбурзька (1674—1713)
Доротея Марія Саксен-Гота-Альтенбурзька (нім. Dorothea Maria von Sachsen-Gotha-Altenburg, 22 січня 1674 — 18 квітня 1713) — принцеса Саксен-Гота-Альтенбурзька, донька герцога Саксен-Гота-Альтенбургу Фрідріха I та принцеси Саксен-Вайссенфельської та Квертфурської Магдалени Сибілли, дружина герцога Саксен-Майнінгену Ернста Людвіга I.

## Біографія
Народилась 22 січня 1674 року у Готі. Була  третьою дитиною та третьою донькою в родині герцога Саксен-Альтенбургу Фрідріха та його першої дружини Магдалени Сибілли Саксен-Вайссенфельської. Мала старшу сестру Анну Софію. Ще одна сестра померла в ранньому віці до її народження. Згодом сімейство поповнилося п'ятьма молодшими дітьми, з яких четверо досягли дорослого віку.
У 1675 році батько став герцогом Саксен-Гота Альтенбургу, однак його брати були співправителями. Переговори щодо розділу територій між ними увінчалися згодою 1680 року. Фрідріх утримав за собою амти Гота, Теннеберг, Ваксенбург, Іхтерхаузен, Георгенталь, Шварцвальд, Райнхардсбрунн, Фолькенроде, Оберкраніхфельд, Альтенбург, Лейхтенбург та Орламюнде. Матір невдовзі померла молодою, перед тим як дівчинці виповнилося 7 років. Батько невдовзі одружився вдруге. Резиденцією сім'ї залишався замок Фріденштайн. Літо проводили у замку Фрідріхсверт. Освіта принцеси була ретельною, вона отримала необхідні для свого часу знання з музики, релігії, науки та мов. Коли Доротеї Марії було 17, помер і батько. Правителем став її молодший брат Фрідріх.
Доротея Марія взяла шлюб останньою зі своїх братів і сестер. У травні 1704 року вона заручилася зі своїм кузеном, принцом Саксен-Майнінгену Ернстом Людвігом, старшим від себе на рік. Наречений був старшим сином правлячого герцога Саксен-Майнінгену Бернхарда I. У віці 30 років вона стала його дружиною. Вінчання відбулося 19 вересня 1704 у замку Фріденштайн. З приводу весілля була викарбувана пам'ятна монета. Як посаг принцеса отримала замок Лаутербург в Реденталі разом із мисливськими угіддями більше 100 км2. Чоловікові було до вподоби нове надбання, оскільки він пристрасно полюбляв полювання. Ернст Людвіг зніс залишки старого замку і побудував новий представницький мисливський і розважальний палац на фундаментних стінах і назвав його Людвігсбург. Втім, коштів не вистачило і частина даху не була перекрита, а багато вікон не мали рам і не були засклені. Палац так і залишився не закінченим. 
Наступного року після весілля Доротея Марія завагітніла. У квітні 1706 року Ернст Людвіг став герцогом Саксен-Майнінгенським, разом зі своїми братами, оскільки в країні не було прімогенітури, а вже у травні Доротея Марія народила сина. Всього у подружжя було п'ятеро дітей.
Офіційною резиденцією сімейства був замок Елізабетхенбург. Доротея Марія займалася благодійністю, особливу увагу приділяла дитячому будинку у Майнінгені. Шлюб пари змальовували як щасливий. Із чоловіком герцогиня поділяла любов до музики та поезії. Страждаючи на себорею на обличчі, вона віддавала перевагу життю у сільській місцевості. Її улюбленими місцями були Лібенштайн та Драйссігакер. В останньому у 1710 році Ернст Людвіг збудував мисливський замок.
Доротея Марія пішла з життя у квітні 1713 року у Майнінгені. Була похована у крипті місцевої замкової кірхи. З приводу її смерті також була викарбувана пам'ятна монета. Наступного року її чоловік узяв другий шлюб із Єлизаветою Софією Бранденбурзькою.

## Родина

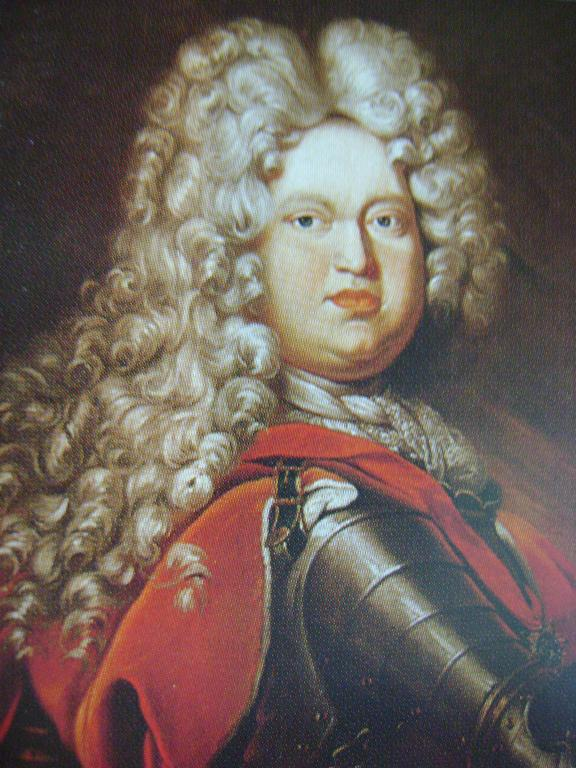
Портрет Ернста Людвіга бл.1710 року

Чоловік — Ернст Людвіг, герцог Саксен-Майнінгенський
Діти:
- Йозеф Бернхард (1706—1724) — прожив 17 років, одруженим не був, дітей не мав;
- Фрідріх Август (4 листопада—25 грудня 1707) — прожив півтора місяця;
- Ернст Людвіг (1709—1729) — герцог Саксен-Майнінгенський, одруженим не був, дітей не мав;
- Луїза Доротея (1710—1767) — дружина герцога Саксен-Гота-Альтенбургу Фрідріха III, мала шестеро дітей;
- Карл Фрідріх (1712—1743) — герцог Саксен-Майнінгенський, одруженим не був, дітей не мав.